# B.L.ストライカー
『B.L.ストライカー』（B.L. Stryker）は、1989年2月13日から1990年5月5日まで『新・刑事コロンボ』や『Kojak』（刑事コジャックの新シリーズ）などとともにABCのABCミステリー・ムービー枠で放送されたアメリカ合衆国のテレビドラマ。本シリーズの製作総指揮はトム・セレックが担当している。
ニューオーリンズの刑事を退職し、フロリダ州パームビーチで探偵業を営むバディ・リー・（B.L.）ストライカーの活躍を描く。

## メインキャスト
- ストライカー - バート・レイノルズ（日本語吹替：宍戸錠）
- オズ - オジー・デイヴィス（日本語吹替：石田太郎）
- マッギー署長 - マイケル・O・スミス（日本語吹替：内海賢二）
- オリヴァー・ウォーデル - アルフィ・ワイズ
- リンダ・レノックス - ダナ・カミンスキー
- カートルード巡査 - ジェームズ・C・ルイス
- キンバリー - リタ・モレノ

※日本語吹替は地上波放送版。

## スタッフ
- 製作総指揮：トム・セレック、バート・レイノルズ
- 監修：ウィリアム・リンク
- 音楽：マイク・ポスト、他
- 製作：ブルー・ピリオド・プロダクション、T.W.S.プロダクション、ユニバーサルTV

## エピソード

### シーズン1
| No. | エピソード（邦題は地上波放送時のもの）        | 監督                      | 脚本                                                                     | 本国放送日    |
| --- | --------------------------------------------- | ------------------------- | ------------------------------------------------------------------------ | ------------- |
| 1   | "復讐のシャドー・コップ" "The Dancer's Touch" | ウィリアム・A・フレイカー | レオン・ピードモント、ウォルター・クレンハード、クリストファー・アボット | 1989年2月13日 |
| 2   | "愛しのキャロライン" "Carolann"               | トニー・ワームビー        | ホール・パウエル、ジェイ・ハギュリー                                     | 1989年3月6日  |
| 3   | "Blind Chess"                                 | ジェリー・ジェームソン    | ジョー・ゴアス                                                           | 1989年3月27日 |
| 4   | "Auntie Sue"                                  | トニー・ワームビー        | ティモシー・バーンズ                                                     | 1989年4月17日 |
| 5   | "ボーイズ・ブルース" "Blues for Buder"        | バート・レイノルズ        | ジョーン・H・パーカー、ロバート・B・パーカー                             | 1989年5月15日 |

### シーズン2
| No. | エピソード                                | 監督                     | 脚本                                             | 本国放送日     |
| --- | ----------------------------------------- | ------------------------ | ------------------------------------------------ | -------------- |
| 6   | "キング・オブ・ジャズ" "The King of Jazz" | ハル・ニーダム           | ウォルター・クレンハード                         | 1989年11月18日 |
| 7   | "笑って死ね!" "Die Laughing"              | バート・レイノルズ       | クリストファー・アボット、ノーマ・ジーン・ウッド | 1989年12月16日 |
| 8   | "勝利の代償" "Winner Takes All"           | アラン・J・レヴィ        | トミー・トンプソン                               | 1990年1月13日  |
| 9   | "女王のネックレス" "Grand Theft Hotel"    | トニー・ワームビー       | ティモシー・バーンズ                             | 1990年2月24日  |
| 10  | "高層の恐怖" "High Rise"                  | ニック・マクリーン       | ジョーン・H・パーカー、ロバート・B・パーカー     | 1990年3月10日  |
| 11  | "美しき女（ひと）を救え!" "Plates"        | スチュアート・マーゴリン | ニール・コーエン                                 | 1990年4月14日  |
| 12  | "ナイト・トレイン" "Night Train"          | バート・レイノルズ       | ジャック・B・ソワーズ                            | 1990年5月5日   |